# Tàngara andina dorsiverda
La tàngara andina dorsiverda (Cnemathraupis eximia) és una espècie d'ocell de la família dels tràupids (Thraupidae) que habita les formacions boscoses de Colòmbia, oest de Veneçuela, oest i est de l'Equador i nord-oest del Perú.